# Old Boy – hämnden
Old Boy – hämnden (originaltitel: 올드보이) är en sydkoreansk actionthrillerfilm från 2003 i regi av Park Chan-wook, med Choi Min-sik i huvudrollen.
Filmen baseras på en japansk manga Oldboy (manga) (1996–1998) av Garon Tsuchiya och Nobuaki Minegishi och har gjorts i en amerikansk version Oldboy (2013) i regi av Spike Lee.

## Handling
Handlingen börjar 1988. Oh Dae-su, en vanlig familjeförsörjare med hustru och dotter, ägnar en stor del av fritiden åt alkohol och kvinnor. Han har just arresterats för störande av ordningen och en kompis har hämtat honom på polisstationen. Medan kompisen talar i telefon med Dae-sus hustru kidnappas Dae-su.
Kidnapparna låser in honom i ett litet rum utan att ge sig tillkänna eller komma med krav. Hans enda kontakt med omvärlden är att titta på TV och så får han veta att hans hustru har mördats, hans dotter försvunnit och att polisen misstänker honom. Dae-su tillbringar flera år inlåst, tränar för att hålla sig i form och fyller dagbok efter dagbok med anteckningar för att inte förlora förståndet. Hans drivkraft blir att ta reda på varför han blivit inspärrad, att utkräva hämnd och att söka upp sin dotter.
Efter 15 år i fångenskap släpps han plötsligt utan att ha fått veta vem som hållit honom inspärrad. På en sushi-restaurang tappar Dae-su medvetandet och blir omhändertagen av Mi-do som jobbar där, varpå de inleder ett förhållande. 
Dae-su söker utan framgång efter sin dotter, men lyckas hitta tillbaka till sitt fängelse då han mindes namnet på den restaurang som levererat mat. Fängelsets ägare, Mr Park, kunde inte säga vem som gett honom uppdraget men att det var för att Dae-su "pratat för mycket". Efter att Dae-su lämnat fängelset igen kontaktas han av uppdragsgivaren, den rike Lee Woo-jin, och får ett ultimatum: Tag reda på varför du blev inspärrad annars dödas Mi-do. 
Så småningom kommer Dae-su på vilken koppling han haft till Lee Woo-jin och varför denne vill hämnas. Han ber om ursäkt och ber att Mi-do ska skonas. Han får veta att det inte är så enkelt. Slutscenen är öppen för tolkning.

## Medverkande (i urval)
- Choi Min-sik – Oh Dae-su
- Yoo Ji-tae – Lee Woo-jin
- Kang Hye-jung – Mi-do

## Om filmen
Filmen vann Grand prix vid filmfestivalen i Cannes 2004 och publikens pris under Stockholms filmfestival samma år, samt flera andra utmärkelser. Filmen är den andra, fristående, delen i Park Chan-wooks "hämndtrilogi" som inleddes med Hämnarens resa år 2002 och avslutades 2005 med filmen Lady Vengeance.
Det har beräknats att filmen haft en inspelningsbudget på tre miljoner dollar och att biljettförsäljningen inbringat närmre 15 miljoner dollar världen över. Det var den femte bäst säljande koreanska filmen under 2003.